# Jayson Blair

## Biografia
Nascido em Detroit e foi criado em Macomb Township, Michigan, Jayson Blair foi encorajado a prosseguir uma carreira no cinema e na televisão. Descoberto por um agente de Hollywood em uma chamada aberta Chicago, Blair tomou a mergulhar e se mudou para Los Angeles.

## Filmografia
- Life Sentence (2018) - Aiden Abbott
- The New Normal (2012-2013) - Clay Clemmons

- Detention of the Dead (2012) - Brad

- Special Investigations L.A. (2011) - Tom T.

- The Hard Times of RJ Berger (2010-present) - Max Owens

- Criminal Minds: Suspect Behavior (2011, um episódio "Jane") - Mike

- Rizzoli & Isles (2010, um episódio "She Works Hard for the Money") - Brandon Lewis

- Public Relations (2010) - Kevin

- The Steamroom (2010) - God squad guy

- Murder Squad (2009) - Ryan Newcomb

- Heroes (2009, um episódio "Chapter Three: Acceptance") - "Jovem" Nathan

- Glee (2009, um episódio "The Rhodes Not Taken") - Chris

- My Date (2009, um episódio "Love is Blind") - Stephan

- Big Game (2008) - Mark

- Succubus: Hell Bent (2007) - Jason

- CSI: New York (2006, um episódio "Oedipus Hex") - Albert Linehart/"Y Monster"

- Convincing Benny (2006)